# Список втрат медичної та рятувальної авіації України
У цій статті наведена інформація про авіаційні пригоди в Збройних силах України (включаючи Повітряні сили, Військово-морські сили, сухопутні війська, ДПСУ, Внутрішні війська і Національну гвардію України), уся наведена інформація взята з відкритих джерел.

## Перелік
| дата       | тип               | №        | місце               | подробиці |
| ---------- | ----------------- | -------- | ------------------- | --- |
| 06.07.1994 | Ан-32П            | UR-48018 | Маріоло             | Один з трьох літаків Ан-32П, задіяних у гасінні пожеж в Іспанія розбився, одній людині вдалося вижити, 6 загинуло.                  |
| 21.06.2014 | Мі-9              | —        | Зміївський р-н      | Гелікоптер ДСНС, задіяний в рамках війни на сході України, розбився у Харківської області, загинули три члени екіпажу.              |
| 06.09.2018 | Мі-8МТВ           | 25       | Красноградський р-н | Гелікоптер ДСНС, задіяний у гасінні лісових пожеж впав у річку Берестова під час забору води для гасіння пожежі, екіпаж живий.      |
| 18.01.2023 | EC-225 Super Puma | 54       | Бровари             | Падіння гелікоптера на дитячий садок, загинуло 10 людей що перебували на борту (в тому числі високопосадовці) та 4 людина на землі. |